# برند گرنه
برند گرنه (انگلیسی: Bernd Gröne؛ زادهٔ ۱۹ فوریهٔ ۱۹۶۳) دوچرخه‌سوار اهل آلمان است.
وی در مسابقات کشوری و بین‌المللی در مجموع برندهٔ ۱ مدال نقره شده‌است.